# Área de Conservação da Paisagem de Rannamõisa

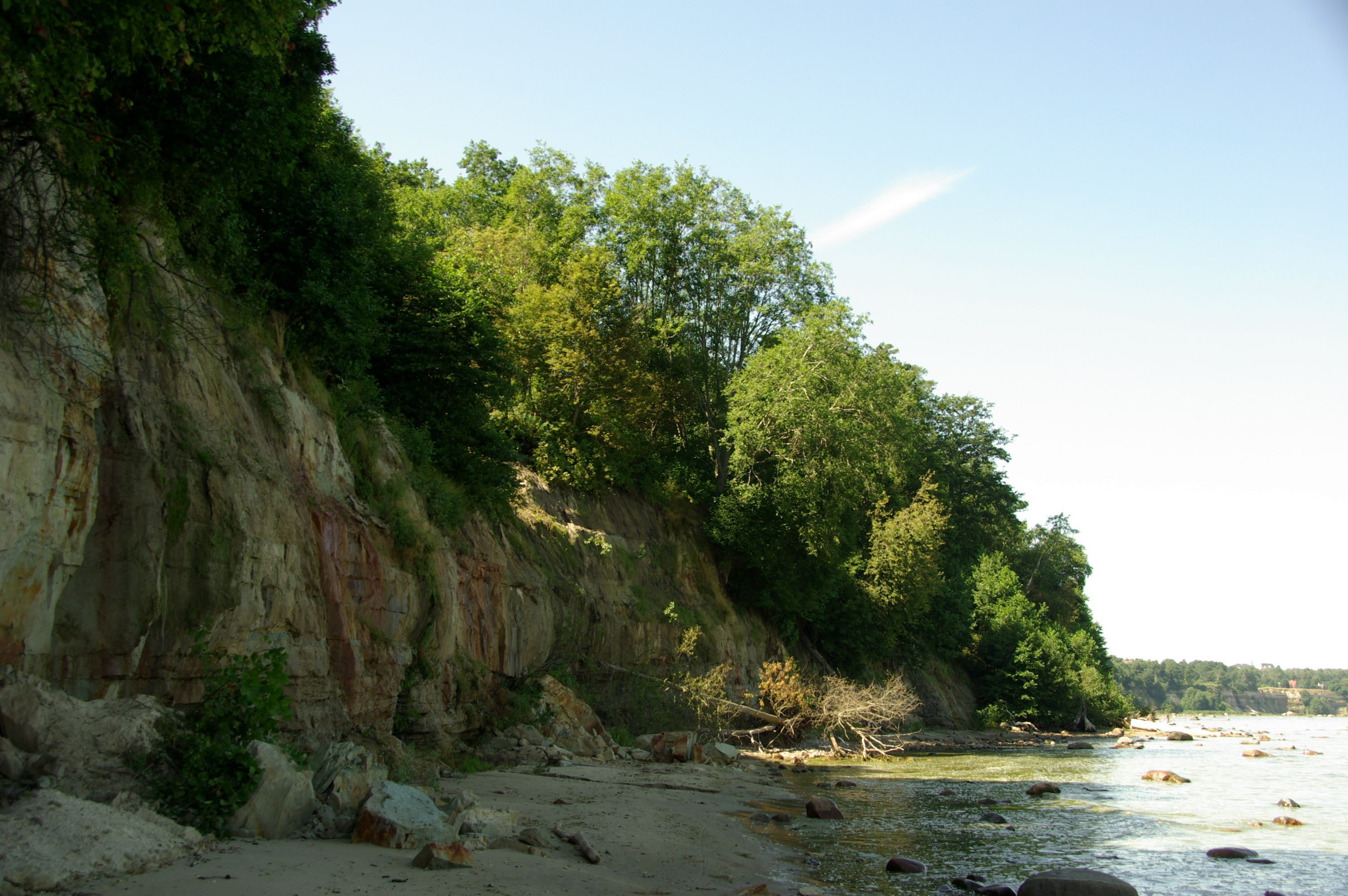
Área de Conservação da Paisagem de Rannamõisa

A Área de Conservação da Paisagem de Rannamõisa é um parque natural localizado no Condado de Harju, na Estónia.
A área do parque natural é de 67 hectares.
A área protegida foi fundada em 1959 para proteger o penhasco de Rannamõisa.